# Wola Lądzka
Wola Lądzka – nieistniejąca wieś, pierwotnie na obszarze wsi Dolany obecnie na obszarze  gminy Lądek w powiecie słupeckim województwa wielkopolskiego. 

## Historia
Pierwsza informacja o lokacji wsi pochodzi z 1250 r. Wieś wspominana w przywileju księcia Bolesława dla klasztoru w Lądzie z 1255 r. (liberam villam), jednak założona znacznie później, czego dowodzą powtórne przywileje, m.in. przywilej Przemysła II z 1289 r., w którym mowa o nadaniu 20 lat wolnizny dla wsi klasztornej założonej na obszarze Dąbrowy.
W XVI w. Wola Lądzka była wsią duchowną, własnością opata cystersów w Lądzie, leżącą w powiecie konińskim województwa kaliskiego
W rejonie Woli Lądzkiej, Zagórowa, Lądka, Lądu, Chocza i in. miała miejsce potyczka w czasie powstania styczniowego, z udziałem partii powstańczej Edmunda Taczanowskiego (1863). 
Według przypuszczeń autorów Słownika geograficznego Królestwa Polskiego weszła w skład Lądka lub Dolan.